# Сражение на Дъмбенската планина (Гръцка гражданска война)
Сражението на Дъмбенската планина (на гръцки: Μάχη του Μάλι-Μάδι) е сблъсък между Националната армия на Гърция и комунистическите сили на Демократичната армия на Гърция (ДАГ) по време на Гражданската война в Гърция, станал от 26 август до 12 септември 1948 година в планините Вич (Вици), Баба (Варнудас) и Дъмбенска (Мали Мади). Сражението завършва с победа на Демократичната армия – най-големият военен успех на бунтовниците в цялата Гражданска война.

## Предистория
След успеха на Операция „Коронис“ и окупацията на Грамос от Правителствената армия на 21 август 1948 година, Генералният щаб на армията събира сили на Вич. Правителствената армия смята, че с един удар ще се справи с победената ДАГ. Събрани са всички части на 2-ри армейски корпус под командването на генерал-лейтенант Стилианос Китрилакис, както и други военни сили, с цел извършване на комбинирана атака в цялата област на Вич от Бела вода, Мегали Вигла, Лунджер, Кула, Главата, Вич, Биковик, Мали Мади до Флацата, близо до Грамос. Военен съвет с участието на представители на американската и английската военна мисия решава да се пристъпи бързо към операция за разбиване на бунтовниците и овладяване на целия район. На 21 август генерал-лейтенант Димитриос Яндзис, началник на Генералния щаб, издава заповед, в която казва „Искам да подчертая бързите и активни мерки, които трябва да се предприемат в тази насока... за да не се остави време за почивка и прегрупиране на бегалците в района“.
Планът за действие на Правителствената армия включва две настъпателни движения: от юг на север, в посока Четирок (Месопотамия) – Мали Мади – Буче – Върба и от изток на запад по посока от Лерин (Флорина) към Писодер – Бела вода – Ръмби (Лемос). Целта на армията е с тези две настъпления по границите да не допусне бягство на ДАГ към Албания и Югославия, да залови бунтовническите части в капан в района на Малкото Преспанско езеро и да ги унищожи. Планирано е, за да се подведат партизаните, първо да се започнат операции в централния сектор на фронта. Генералният щаб определя операцията на армията в Мали-Мади да започне на 30 август 1948 година.

## Сили

### Национална армия
По време на цялата операция от страна на Националната армия, участват 15-а дивизия с три бригади: 45-а (571-и, 572-и, 573-и батальон), разположена в района Флацата – Ошени (Инои) – Света Неделя (Агия Кириаки) – Дъмбени (Дендрохори), 73-та бригада (574-и, 575-и, 591-и батальон) Еврейска глава – Сливени (Коромилия), Жупанища (Левки), Буковик (Биковик), 61-ва бригада (117-и, 603-и, 619-и батальон) район Лерин; 2-ра дивизия: 53-та бригада (539-а, 601-а, 614-а батальон) Маниторенц – Манкович – Прекопана – Вич; 22-ра бригада (508-и, 509-и батальон) от 1 септември в района на Четирок (Месопотамия); 1-ва дивизия: 3-та планинска бригада, от 1 септември в района на Костур (Кастория), 33-та бригада (518-и, 519-и, 503-и батальон) район Лерин (Флорина). 4 бригади, 45-та, 73-та, 3-та, 22-ра, са ориентирани към Дъмбенската планина, докато в останалата част от сектора до Лерин и югославската граница има три бригади, 53-та, 61-ва и 33-та.

### Демократична армия
От частите на ДАГ през август в Дъмбенската планина е само 18-а бригада, а в средата на месеца от Централна и Източна Македония пристигат 108-а бригада и бригадата на Лякос. 108-ма бригада се разполага в Дъмбенската планина на височините Мали Мади (1655), Костолата (Вуци, 1173), Буче (Буци, 1666). 18-та бригада е в масива Вич на височините Вич (Вици, 2128), Прекопана, Голина (1882) Кула, Орницата (Плати) и Лунджер (Вигла). Бригадата на Лякос заема позиции между Писодерския проход и югославската граница на височините Тумба (2177) и Бела вода (1525).
С маневрата на ДАГ в района на Вич преминават 103-а бригада, 16-а бригада, 107-а бригада, 14-а бригада, Офицерската школа и Генералния щаб и санитарната и диверсантската служба. 107-а бригада напредва към височините Бела вода, 103-та бригада в района на Костолака – Габреш (Гавроси), 16-а бригада в сектора Дъмбени (Дендрохори) – Косинец (Йеропиги).

## Ход на битката

### Настъпление на Националната армия (30 август – 7 септември)
На 24 август започва атаката на Правителствената армия и два дни по-късно 53-та бригада атакува централната част на фронта и заема височините Прекопана (Перикопи) – Голина – Кулкутурия. Атака на върха Вич е спряна от силите на ДАГ. Операцията на Правителствената армия започва с всичките налични сили на 30 август 1948 година. Основните цели са върхът Мали Мади (кота 1665), Буче (кота 1776) и Ръмбатина. В другата посока целта е село Дъмбени (Дендрохори), възвишението Свети Атанас (Агиос Атанасиос), село Косинец (Йеропиги), Орлово (1715) и Костолата (Вуци).
9-а дивизия на ДАГ със 108-ма бригада в сектора Мали Мади и с 16-та бригада в сектора Дъмбени (Дендрохори) – Коснец (Йеропиги) поема основното настъпателно усилие на Правителствената армия на 45-а и 73-а бригада от 15-та дивизия. 45-та бригада с подкрепата на артилерия и авиация настъпва в посока Косинец (Йеропиги) и заема височините Свети Атанас (Агиос Атанасиос) – Кукувичина стена (Кукувицена) – Куле. През нощта на 31 август обаче части от 16-та бригада на ДАГ я отблъскват от Свети Атанас (Агиос Атанасиос) – Кукувичина стена и преследват правителствените части до базите им. 73-та бригада действа в района на Дреновени (Кранионас) и в сектора Дъмбени (Дендрохори). Боевете са упорити и се водят през цялото денонощие, освен артилерия и авиация са използвани и 15 бронирани машини. Подразделенията на ДАГ нанасят тежки загуби и унищожават 2 бронирани машини.
53-та бригада, действаща в участъка Черешница (Поликерасо) – Прекопана (Перикопи) след контраатака на частите на ДАГ през нощта на 29 срещу 30 август, престава да води настъпателни действия. 61-ва бригада на фронта Неред (Полипотамос) – Лаген (Триандафилия), въпреки многократните опити да заеме височините Кула – Орницата (Плати), няма резултат.
На 31 август в сектора Дъмбени (Йеропиги) боевете продължават през деня и нощта, като частите на ДАГ нанасят огромни загуби на 45-а бригада. 73-та бригада на Правителствената армия с помощта на артилерията и авиацията заема хълма Костолата (Вуци, 1715).
На 1 септември част от 45-а бригада, която воюва в посока Ошени (Инои) – Свети Атанас (Агиос Атанасиос) – Куле, с цел завземане на върха Мали Мади (1655) овладява височината Мечкина тумба.
На 2 септември в Костур пристига началникът на американската военна мисия генерал-майор Джеймс Ван Флийт, който нарежда продължаване на атаката срещу ДАГ. 45-а бригада е изнеглена в тила за прегрупиране, поради големите загуби на офицери и войници, които се добавят към загубите на Алевица по време на Операция „Коронис“. За да я замени от Хрупища (Аргос Орестико) е прехвърлена 22-ра бригадата, която поема операциите в района Кукувичина стена (Кукувицена) – Свети Атанас (Агиос Атанасиос) – Косинец (Йеропиги). Подразделенията на 16-та бригада на ДАГ, подкрепени от артилерия, успешно посрещнат всички масирани атаки. За да се засилинастъпателението на Националната армия е прехвърлена и 3-та планинска бригада, която започва да действа в Дъмбенската планина (Мали Мади) в посока на височините Чучура (Цуцера) – Порта – Буче (Буци). Боевете са особено ожесточени и продължават през нощта и, въпреки артилерийската и въздушна подкрепа, 3-та бригада се проваля в настъпателното си усилие. На този ден, за заемането на планинския комплекс Мали Мади – Брезница, Националната армия атакува с 4 бригади, 40 оръдия, авиация и танкове под личното ръководство на генерал-лейтенант Китрилакис.
На 3 септември боевете продължават във всички участъци на фронта. На 4 септември 3-та планинска бригада, атакуваща в посока Чучура (Цуцера) – Порта – Буче (Буци), успява да заеме връх 1228. В тези битки противовъздушната отбрана на ДАГ сваля изтребител. 22-ра бригада, която се бие в сектора Косинец (Йеропиги) на височини 1420 и 1186, не успява да напредне. За да подсили Националната армия в района на Вич, от Грамос пристига командването на 2-ра дивизия с 21-ва бригада.
На 5 септември сутринта 15-та дивизия на Националната армия, която отговаряше за операцията, заедно със 73-та и 3-та бригади започва настъпление. 73-та бригада с трите си батальона в 573-и, 574-и, 575-и тръгва от височините Костолата (Вуци) и Мечкина тумба (Мескина) и в 10.50 заема важните височини Ръмбатина и Попова нива. 3-та бригада по обяд заема височината Порта (1634), но придвижването ѝ към Буче (Буци) е осуетено от подразделенията на 16-та бригада на ДАГ. Превземането на Ръмбатина – Попова нива – Порта създава благоприятни условия за Националната армия, позволявайки ѝ да напредва в две посоки. Едината на югозапад към върха Мали Мади (1655) и след това на север към Смърдеш (Кристалопиги), а другата на североизток към връх Буче (Буци) и след това към Брезница (Ватохори). От двете е избрана втората посока. Овладяването на Буче (Вуци) и след това на пътя Брезница (Ватохори) – Смърдеш (Кристалопиги) би имало катастрофални последици за ДАГ, тъй като би прекъснало комуникацията с Албания. Командирът на 2-ри армейски корпус Китрилакис дава заповед на 3-та бригада да напредне бързо, за да заеме Буче (Буци), а 73-та бригада да се придвижи към върха Мали Мади (1655) – Смърдеш (Кристалопиги).
В нощта на 5 срещу 6 септември два батальона на ДАГ преминават в контраатака. Един батальон, атакуващ от хълма Корици, обхожда 73-та бригада на Мечкина тумба, като ѝ нанася тежки загуби и отнема всичките ѝ провизии и транспорт. Другият батальон, който се насочва към Самовица Грека – Мали Мади (1655), удря 73-та бригада при Ръмбатина по фронта и я принуждава да се откаже от опита си да превземе Мали Мади (1655). Боевете, които продължават през деня, предизвикат объркване в Националната армия и дават време за изпълнение на плановете за обща контраатака на ДАГ.
На 7 септември 22-ра бригада със своите 2 батальона 509-и и 508-и настъпва към върховете Буче (Вуци) – Мечкина тумба (Мескина) – Ръмбатина, за да замени 73-та бригада, която се прехвърля в района на Рулската река за прегрупиране. От сутринта артилерията на Националната армия, разположена в Дъмбени (Дендрохори), непрекъснато обстрелва Буче (Буци), който също така е бомбардиран и от цялата налична авиация. В същото време елитната 3-та планинска бригада започва атаката и боевете продължават през целия ден. 3-та бригада овладява Брезница и южното подножие на Буче (Буци) и застрашава връх Пирамида (1776), последната пречка пред овладяването на пътя Брезница (Ватохори) – Смърдеш (Кристалопиги). Въпреки многократните опити да превземе Пирамида обаче, 3-та бригада не успява. Поради тази причина командирът на 2-ри армейски корпус Китрилакис посещава зоната на военните действия, за да насърчи атакуващите войници и наблюдава хода на битката от възвишението Порта.
16-та бригада на ДАГ – батальонът Алеврас, който защитава Буче (Буци) с всички сили, е подсилен същата нощ с други два батальона на ДАГ и Щабът на ДАГ прави планове за контраатака. Приносът на артилерията на ДАГ също е значителен – в частност на позицията на Дъмбенски лозя (Абелия Дендрохориу) тя успява да спре артилерийска част на Националната армия и да я принуди да отстъпи към Четирок (Месопотамия).

### Нови планове

#### План на Националната армия
След неуспеха, Щабът на Националната армия решава да започне нова атака на 12 септември с всичките налични части в подножието на Мали Мади и с цялата авиация и артилерия с една цел – овладяване на Буче (Буци). Ситуацията, създадена от настъплението на Националната армия в Дъмбенската планина от 30 август до 7 септември, е много сериозна за Демократичната армия на Гърция. Генералният щаб на ДАГ издава на 7 септмеври 23:20 часа заповед до командира на IX дивизия, с която му нарежда Буче да бъде задържан на всяка цена, отбраната да бъде подсилена с батальона Нондас и батальона Тисеас, които трябва да се установят на Буче същата вечер, и да се вземат активни мерки за окопаване.
На 8 септември Щабът на ДАГ издава оперативна заповед, с която определя план за отблъскване на Правителствената арми, определят се силите, които ще участват в операцията, определят се районите на съсредоточаване на частите за контраатака, които ще подсилят частите в сектора на 9-а дивизия, определят се задачите на частите, които ще участват в контраатаката.

#### Разположение на силите на 9 септември
В навечерието на контраатаката на 9 септември отбранителната линия на ДАГ в планинския комплекс Дъмбенска планина започва от връх Пирамида и продължава до височините Самовица Грека – Мали Мади (1655) – Косинец (Йеропиги) – Лобаница (Агиос Димитриос).
Следобед на 9 септември разположението на частите е:
Демократична армия
- 107-ма бригада и еди батальон от 18-та бригада, както и двойната рота Палеологос в северни възвишения на село Лобаница (Агиос Димитриос).
- 103-та и 14-та бригади на връх Ямата.
- 16-та бригада: 1 батальон на връх Буче (Буци).
- 108-ма бригада: 1 батальон на запад, връх Куле
- Една бригада на връх Мали Мади (1655). Саботажен полк в района Флацата – Лобаница (Агиос Димитриос).

Национална армия
- 45-та бригада: пограничен пост Свети Йоан Богослов (Агиос Йоанис Теологос) – Флатцата – 1030 – 1121 – 1186 – Дъмбени (Дендрохори).
- 22-ра бригада: Ръмбатина – 1600 – Бесвина – Тумба – Костолата (Вуци).
- 3-та бригада: Анонимен – Порта – 1531 – 1228 – Чучура (Цусера).
- 73-та бригада: района на Рулската река.[3]

#### План на Демократичната армия
През нощта на 9 срещу 10 септември 1948 госина, според заповедта на Главния щаб, трябва започне сложно и многостранно настъпление. Всички части на ДАГ, едновременно от пет различни посоки и на пет различни височини в масива Дъмбенска планина трябва да ударят Правителствената армия:
1) От Кърчища (Полианемо) до Костолата (Вуци);
2) От Ямата до Осово и южните височини на Попова нива;
3) От Мали Мади (1655) до Ръмбатина;
4) От Куле до Мечкина тумба (Мескина) – Костолата (Вуци);
5) От Костолата (Вуци) до Порта.

### Контранастъпление на Демократичната армия (10 септември – 13 септември)

#### 10 септември
426-и батальон от 18-а бригада на ДАГ отбранява Луджер – Мегали Вигла. Командир на 8-а бригада е Пандо Войнов. Командир на 426-и батальон е Аргир Ковачев, а политически комисар е Петрос Йосифидис, който по-късно е убит в Пондини.
Началото на операцията на ДАГ започва с придвижване на подразделенията на 107-ма бригада с три батальона плюс един взвод към Кърчища (Полианемо). Частите имат за цел да овладеят Кърчища и оттам да продължат към Ошени (Инои) – Света Неделя (Агия Кириаки) и да стигнете до Дъмбени (Дендрохори), да унижоват трите батареи на Правителствената армия там и оттам да атакуват към Орлово и да заемат Костолата (Вуци). С тази широка настъпателна маневра трябва са се хванат в капан и пленят всички сили на 4-те бригади на Правителствената армия. 426-и батальон от 18-а бригада получава задачата в нощта на 9 срещу 10 септмеври да се изкачи до Мали Мади. 107-а бригада започва движение на частите си от височините на север от село Лобаница (Агиос Димитриос) към Кърчища веднага след паднето на нощта на 9 септември. Тя обаче среща ожесточена съпротива при 38-а гранична пирамида и не успява да продължи по план. След този неуспех на 107-ма бригада, командването я насочва към Ръмбатина – Мечкина тумба (Мескина) и ѝ нарежда да презвеме Костолата (Вуци) и от тази страна. 107-ма бригада пристига в района следобед и заедно с други дивизии заема Куле, след което оттам започва да настъпва по фронта Костолата (Вуци) – Орлово.
В навечерието на контраатаката части от 10-а дивизия на ДАГ (пет роти от 103-а бригада и 14-а бригада), както и частта, която идва от Буче (Буци) са на Ямата. Те чакатзаповедта на Генералния щаб да атакуват 3-та планинска бригада на правителствената армия, която е разположена от източната страна на Мали Мади на височините Анонимен – Порта – 1530 – 1228 – Чучура (Цучера).
В ранните часове след полунощ на 10 септември два взвода от 103-та бригада и 14-та бригада от 10-а дивизия на ДАГ тръгват от Ямата и преди разсъмване превземат височина 1228. Оттам започват да атакуват 3-та планинска бригада от юг.
Една рота остава на Ямата и заедно с Независимата рота на пиерийците, която тръгва от района на Косинец (Йеропиги) и през Смърдеш (Кристалопиги) – Брезница (Ватохори) пристигат следобед на 9 септември в района на Габреш (Гаврос). Те имаха цел да спрат евентуални настъпателни действия на Правителствената армия от страната на Костур. Диверсантската рота има подобна мисия в западната част на фронта, като заема позиции в района на Флацата – Лобаница (Агиос Димитриос), за да предотврати танкова атака от района на Света Неделя (Агия Кириаки).
Превземането на височина 1228 прави позицията на 3-та планинска бригада много трудна, тъй като единственият път за връзка с другите дивизии на Правителствената армия е Попова нива, която е постоянно под обстрела на ДАГ. Друга проблем пред 3-та планинска бригада е, че с превземането на височина 1228 ДАГ контролира единствения източник на вода, който съществува от източната страна на Мали Мади, и войниците започват да страдат от липса на питейна вода. Силните контраатаки на 3-та бригада за връщане на височина 1228 не водят до резултати.
На връх Мали Мади (1655) в навечерието на атаката, на батальона Воланис на ДАГ е дадена цел да атакува и превземе Ръмбатина, на която са два батальона от 22-ра бригада на Правителствената армия, която също е разположена на височина 1600 – Мечкина тумба (Мескина) – Костолата (Вуци).
В 4:30 през нощта на 10 септември артилерията на ДАГ от страната на Буче (Буци) започва половинчасов обстрел на височините Попова нива и Ръмбатина, като изстрелва по 100 снаряда по всеки хълм. Веднага след края на артилерийския огън, в 5 часа сутринта, бойците на батальона, които тръгват от Мали Мади (1655), се приближават до Ръмбатина. Един взвод, заел позиция под скалите още вечерта, атакува 508-и батальон на 22-ра бригада с гранати и след него следват другите бойци на ДАГ. Правителствените войници са изненадани и паникьосани напускат позициите си, повличайки останалите части от 22-ра бригада, които са на други позиции на Ръмбатина.
Въпреки че военновъздушните сили и артилерията през деня непрекъснато бомбардират частите на ДАГ, силата на атаката е такава, че изпраща 22-ра бригада в хаотично бягство към Костолата (Вуци) и оттам към Дъмбени (Дендрохори) и Рулската река. Военната полиция започва масови арести на дезертьори. Дори командирът на 2-ри армейски корпус генерал-лейтенант Китрилакис стреля от кон по отстъпващите войници, опитвайки се да ги спре, докато бягаха към Костур.
През нощта на 9 срещу 10 септември 22-ра бригада на хълма Мечкина тумба (Мескина) е атакувана от 108-ма бригада на ДАГ, действаща с два взвода от посоката на Куле. Частите на ДАГ срещат упорита съпротива и успяват да напреднат, но след превземането на Ръмбатина бойците на ДАГ се обръщат към Мечкина тумбаи двата батальона заедно ударят по фронта и по фланга останалите части на 22-ра бригада, които започват да напускат чукарите на Мечкина тумба един по един и да отстъпват към Костолата (Вуци).
Ден преди контраатаката, артилерийска двойна рота на ДАГ, който беше организирана в пехотна част, тръгва от Смърдеш (Кристалопиги) и пристигна на Буче (Буци, 1776), където заема позициите и освобождава батальона Нондас, за да вземе участие в атаката. Този батальон има за задача да атакува от Буче към Попова нива и след това към Ръмбатина. След бомбардировката от артилерията на ДАГ на Попова нива и Ръмбатина, в 5 часа сутринта батальонът тръгва от Буче и действа фронтално срещу Попова нива и останалите позиции на 3-та планинска бригада. Въпреки многократните атаки през целия ден, частите на ДАГ не постигат напредък и 3-та бригада задържа позициите си.
Така в първия ден на контраатаката ДАГ последователно овладява височина 1228, Ръмбатина – Мечкина тумба – Куле. До вечерта на 10 септември тя разбива 508-ми и 507-ми батальони на 22-ра бригада, пленява цялото ѝ въоръжение и почти изолира 3-та планинска бригада.

#### 11 септември
От сутринта на 11 септември се водят ожесточени боеве срещу позициите на 3-та планинска бригада в Буче (Буци) – Брезница – Попова нива, като Правителствената армия е в много тежко положение. Под тежките удари на ДАГ генерал-лейтенант Китрилакис заповядва употреба на отровни газове. 3-та планинска бригада е атакувана от три различни посоки: фронтално от Буче, от юг от височина 1228 и отстрани от Ръмбатина. Тя моли за разрешение за отстъпление.
Батальонът на ДАГ, атакуващ от Буче (Буци), след тежка битка заема южните укрепления на връх Брезница и село Брезница. Следобед други части на ДАГ от две противоположни посоки, едната от района на Габреш (Гаврос), а другата от Ръмбатина, започват бурна атака срещу Попова нива и я овладяват заедно с връх 1600. По залез слънце започва нова атака към останалите височини, държани от 3-та планинска бригада. С първите изстрели на артилерията на ДАГ, 3-та планинска бригада със своите 501-и, 502-и и 593-и батальон, изправени пред заплахата да бъдат обкръжени и унищожени, възползвайки се от тъмнината, остстъпва в безпорядък към Габреш (Гавроси).

#### 12 септември
На третия ден от контраофанзивата на ДАГ в Дъмбенската планина в ръцете на Правителствената армия остава само с връх Костолата (Вуци), защитаван от 73-а бригада, която е подсилена от части на 45-а бригада и 61-ва бригада. Бойците на ДАГ след като заемат позициите на отстъпилата 3-та планинска бригада, се насочват към Костолата, където се бият и други подразделения на ДАГ. Боевете продължават през целия ден, като в същото време тече подготовка за финалната фаза на операцията. При залез слънце артилерията на ДАГ от посоката на Буче (Буци) започва последователно да обстрелва ключовите височини в Костолата, докато бойците на ДАГ ги атакуват и превземат една след друга. Правителствената армия не успява да удържи позициите си пред лицето на бурната атака и точния огън на бунтовническата артилерия. През нощта частите на Правителствената армия, отстъпват панически и дезорганизирано към Осой – Орлово и равнината, изоставяйки огромни складове за боеприпаси, храна и облекло.

#### 13 септември
Последното сражение при Костолата е дадено от 426-ти батальон на 18-та бригада. 107-а бригада действа от Дъмбени (Дендрохори), а 103-та от Попова нива. Към 22 часа битката приключва. Всички правителствени сили на 22-ра, 3-та планинска, 73-та и 45-та бригади са изтласкани от целия обем на Дъмбенската планина.

## Причини за победата на ДАГ
Факторите за победата на бунтовническата армия са няколко. На първо място Правителствената армия понася тежки загуби в предходната 70-дневна битка на Грамос, пехотинците са уморени и бойният дух спада. Частите на ДАГ – около 8000 души, които успяват да се изтеглят от Грамос до Вич на 20/21 август 1948 година, се прегрупират бързо и заемат позиции на фронтовата линия във Вич. Преди операцията на Правителствената армия отбранителната линия е подготвена с артилерия, укрепления и окопи: на Върба има три отбранителни линии. Около 2000 цивилни работят по изграждането на укрепленията.

## Последици
Основната цел на Националната армия да унищожи силите на ДАГ в района на Дъмбенската планина се проваля. ДАГ разбива и изважда от строя 22-ра, 3-та планинска и 73-та бригада и нанесе значителни загуби на 45-та бригада. Националната армия понася тежки загуби: 565 загинали офицери и войници, 1900 ранени офицери и войници, 268 пленени, 21 дезертирали при ДАГ, 500 дезертьори в района на Костур или общо 3254 загуби. Също така са пленени 35 автомата, 43 минохвъргачки, 30 картечници Викърс – Бренда, 150 картечни пистолети, 1500 патрона Брен.
Успешната контраатака на ДАГ в Дъмбенската предизвика паника в правителството и военните среди и загриженост сред американците. Министър-председателят Темистоклис Софулис със своите министри и основният главнокомандващ Ван Флийт пристигат в Костур, за да спрат по-нататъшния спад на бойния дух на армията. Полковник Карикис докладва на Софулис в Костур, че от числеността на 1-ва дивизия отсъстват 50 офицери и 1300 войници убити и ранени. Костур се напълва с бежанци. Командирът на 2-ри армейски корпус Китрилакис и други висши офицери са уволнени. Започват работа военни съдилища и много войници и офицери са екзекутирани за дезертьорство.